# Tie-dye

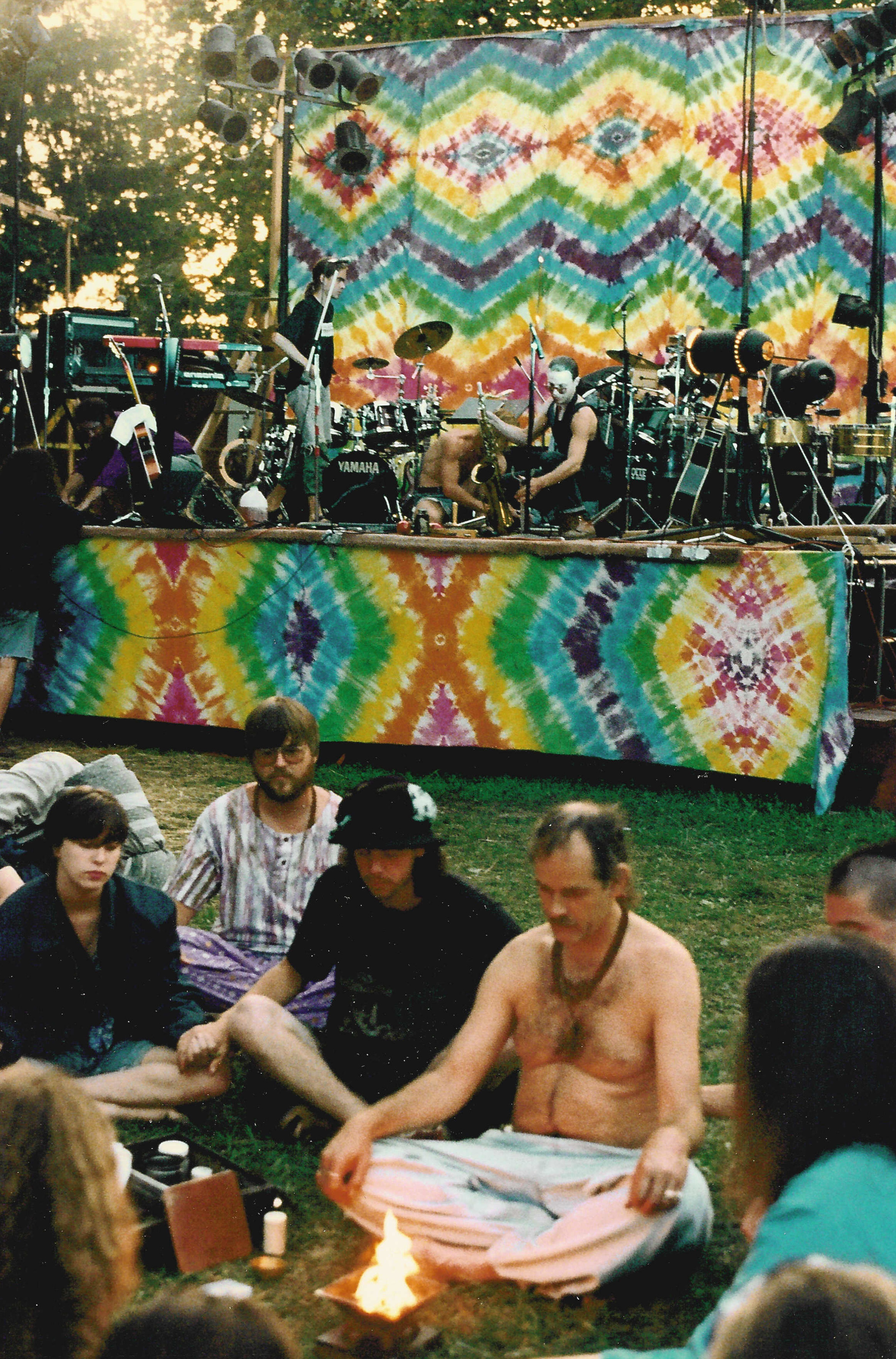
Tie-dye usado em decoração (1992).

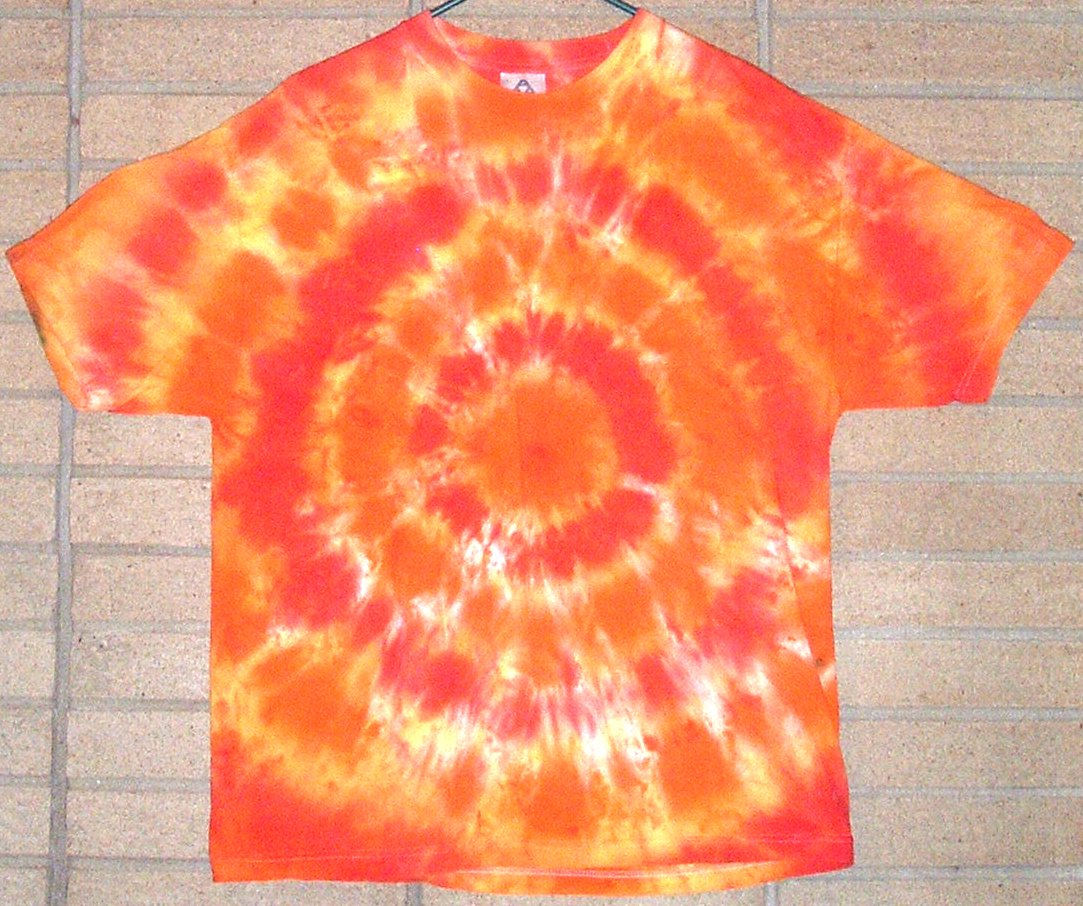
Uma camisa.

Tie-dye ou tie and dye (em inglês, 'amarrar e tingir') é uma técnica de tingimento artístico de tecidos.

## História
Trata-se de uma antiga técnica, tradicionalmente utilizada por várias culturas no mundo, especialmente asiáticas e africanas. No Japão, onde a técnica é conhecida como shibori, os mais antigos exemplares desse tipo de tingimento datam do século VI ao século VIII. 
Contemporaneamente, o tie-dye teve um ápice entre as décadas de 1960 e 1970, entre adeptos do movimento hippie. Nos Estados Unidos, foi popularizado por músicos como John Sebastian, Janis Joplin, The Grateful Dead  e Joe Cocker.

## Técnica de produção

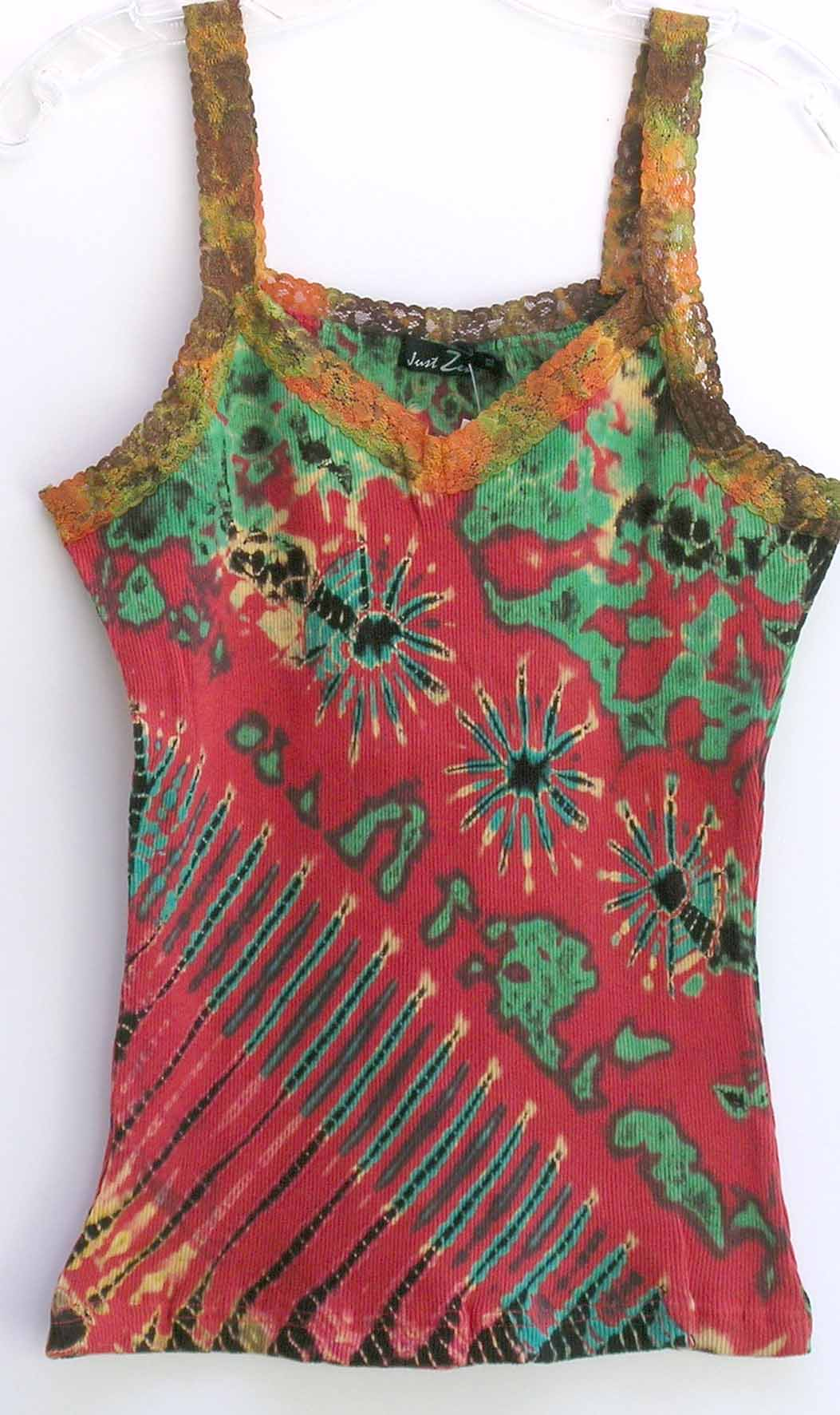
Mudmee tie-dye produzido na Tailândia.

As técnicas de produção podem variar. Geralmente os desenhos são produzidos através de tingimento do tecido, com partes protegidas do contato com o corante. Antes do tingimento, é feito um preparo do tecido para se conseguir os efeitos em degradê, com a ajuda de barbantes, que são enrolados e amarrados fortemente nas partes que não devem ser tingidas.
Mudmee tie-dye é uma modalidade de produção mais complexa, demorada e com maior diversidade de cores, criada na Tailândia, nas proximidades de Laos. São utilizados diversos desenhos e cores. Um diferencial dessa técnica é a utilização do preto no fundo.